# See (serie de televisión)
See es una serie web de drama producida para Apple TV+. Está escrita por Steven Knight y dirigida por Francis Lawrence. Entre los productores ejecutivos se incluye a Knight, Lawrence, Peter Chernin, Jenno Topping y Kristen Campo.
La serie se estrenó el 1 de noviembre de 2019. La segunda temporada de la serie se estrenó el 27 de agosto de 2021.

## Sinopsis
See tiene lugar en "un futuro cuando la especie humana ha perdido el sentido de la vista, y la sociedad ha tenido que encontrar nuevas formas de interactuar, construir, cazar y sobrevivir. La vista se considera un mito. Todo eso se ve desafiado cuando un par de gemelos nacen con la capacidad de ver."

## Reparto

### Principales
- Jason Momoa como Baba Voss, un valiente guerrero y líder de la Tribu Alkenny. Es el esposo de Maghra y hermano mayor de Edo Voss, y padre adoptivo de Kofun y Haniwa, niños nacidos con el sentido ahora dormido de la vista. Él coloca la seguridad de su familia, amigos y tribu como máxima prioridad para protegerlos de los Cazadores de Brujas.
- Sylvia Hoeks como Sibeth Kane, la gobernante del Reino Payan y hermana mayor de Maghra. Ella ejerce su poder sin piedad y asesina a cualquiera que difunda la herejía sobre el sentido de la vista.
- Hera Hilmar como Maghra Kane, quien se unió a la Tribu Alkenny como una extraña, y pronto se casó con Baba Voss. Ella es la hermana menor de Sibeth y la madre de Kofun y Haniwa. Feroz protectora de su familia, Maghra hará todo lo necesario para mantenerlos con vida.
- Christian Camargo como Tamacti Jun, el recaudador de impuestos real y el general cazador de brujas del ejército de Payan. Un soldado brillante y violento, tiene la tarea de encontrar a los que tienen vista, específicamente a los hijos de Jerlamarel.
- Archie Madekwe como Kofun, el hijo de Baba Voss y Maghra, y el hijo biológico de Jerlamarel, que tiene la capacidad de ver. Sereno, cuidadoso e inteligente, se vuelve más cauteloso que su hermana melliza Haniwa.
- Nesta Cooper como Haniwa, la hija de Baba Voss y Maghra, y la hija biológica de Jerlamarel, quien también tiene la habilidad de ver. Orgullosa, decidida y fuerte, se vuelve más rebelde que su hermano mellizo Kofun, y más curiosa sobre sus verdaderos orígenes.
- Yadira Guevara-Prip como Bow Lion, un feroz aliado de Baba Voss y miembro de la Tribu Alkenny. Es la hija de The Dreamer y posee las habilidades de un "Shadow Warrior", con la rara habilidad de moverse sin ser detectada por el sonido o el olfato. (temporada 1; temporada de invitados 2)
- Alfre Woodard como Paris, un sabio miembro mayor de la Tribu Alkenny. Su sabiduría innata guía a Baba Voss, especialmente en tiempos de crisis, y actúa como una madre adoptiva para él. Ella también sirve como el  chamán de la tribu. (temporadas 1-2)
- Eden Epstein como Wren, un lugarteniente inteligente y ambicioso del ejército de Trivantian, que tiene la capacidad de ver y es un confidente cercano de Edo Voss. (temporada 2-presente)
- Olivia Cheng como Charlotte, una feroz guerrera y protectora de Alkenny. No tiene filtro y no se avergüenza de decir lo que tenga en mente. (temporada 2-presente)
- Hoon Lee como Toad, un hábil soldado buscador de brujas. Cree que la vista es maligna, lo cual ha estado arraigado en él desde su infancia (temporada 2).
- Tom Mison como Lord Harlan, el gobernante de la ciudad de Pennsa que habla rápido, inteligente y astuto. Es el hermano mayor de Kerrigan y amigo de la infancia de Maghra. (temporada 2)
- Dave Bautista como Edo Voss, el vengativo hermano menor de Baba Voss y el comandante general del ejército de Trivantian, el reino rival de Payan (temporada 2).

### Recurrentes
- Joshua Henry como Jerlamarel, un hereje y predicador de la vista. Es el padre biológico de Kofun, Haniwa, Boots y muchos otros niños videntes. (temporadas 1-2)

- Tantoo Cardinal como The Dreamer, un miembro mayor de la Tribu Alkenny y la madre de Bow Lion. (temporada 1)
- Mojean Aria como Gether Bax, un miembro indigno de confianza de la Tribu Alkenny y sobrino de Souter Bax. (temporada 1)
- Marilee Talkington como Souter Bax, miembro de la tribu Alkenny y tía de Gether Bax. (temporada 1)
- Luc Roderique como Arca, el intendente de la Tribu Alkenny que es leal a Baba Voss. (temporada 1)
- Bree Klauser como Matal, miembro de la Tribu Alkenny y "Presage", alguien con una capacidad extrasensorial para sentir emociones. (temporada 1)
- Peter James Bryant como Lord Dune, uno de los consejeros de Sibeth Kane y miembro del consejo gobernante de Payan. (temporada 1)
- Hiro Kanagawa como Lord Unoa, el médico real de Payan. (temporada 1)
- Lauren Glazier como Nyrie, la leal dama de honor de Sibeth Kane. (temporada 1)
- Franz Drameh como Boots, un misterioso exmiembro de una tribu carroñera. También es hijo de Jerlamarel y tiene la capacidad de ver. (temporada 1; temporada de invitados 2)
- Timothy Webber como Cutter, un dueño de esclavos que controla una operación de fabricación de seda que abastece a los nobles de Payan. (temporada 1)
- Jessica Harper como Cora, una esclava que trabajaba en las granjas de seda de Cutter, hasta que más tarde gana su libertad. (temporada 1; temporada de invitados 2)
- Dayo Okeniyi como Oloman, el mayor de los hijos videntes de Jerlamarel y su mano derecha, quien también es un ingeniero competente. (temporada 2; temporada de invitados 1)
- Adrian Groulx como Rockwell, un niño pequeño de Jerlamerel que fue regalado a Edo Voss para que pueda aprovechar la vista en combate. (temporada 2)
- Alex Breaux como Dax, un cazador de brujas al mando de Toad. (temporada 2)
- Adam Morse como Frye, un buscador de brujas que sirve a las órdenes de Toad. (temporada 2)
- Luke Humphrey como Kerrigan, hermano menor de Lord Harlan y consejero cercano. (temporada 2)
- Martin Roach como el Capitán Gosset, el comandante de las fuerzas militares en Pennsa. (temporada 2)
- Nina Kiri como Harmony, una sirvienta en Pennsa que atiende tanto a Sibeth como a Maghra Kane. (temporada 2)

## Producción

### Desarrollo
El 10 de enero de 2018, se anunció que Apple había dado a la producción un pedido en serie para una sola temporada. La serie debía ser escrita por Steven Knight y dirigida por Francis Lawrence, quienes también debían ser productores ejecutivos junto a Peter Chernin, Jenno Topping y Kristen Campo. Entre las compañías de producción involucradas con la serie están consistidas por Chernin Entertainment y Endeavor Content.

### Reparto
En julio de 2018, se anunció que Jason Momoa y Alfre Woodard habían sido elegidos en papeles regulares de la serie. En agosto de 2018, se anunció que Yadira Guevara-Prip, Nesta Cooper, Sylvia Hoeks y Archie Madekwe se habían unido al elenco principal. El 18 de octubre de 2018, se informó que Christian Camargo y Hera Hilmar habían sido elegidos en papeles regulares de la serie.

### Rodaje
El rodaje de la primera temporada comenzó el 17 de septiembre de 2018 en Vancouver, Columbia Británica, Canadá y se espera que dure hasta el 8 de febrero de 2019. En octubre de 2018, se informó que la filmación se llevaría a cabo en las áreas de Parque Provincial de Comox y Strathcona de Isla de Vancouver, Columbia Británica.
Según Wall Street Journal, Apple está gastando casi 15 millones de dólares por episodio, comparándola con la última temporada de Game of Thrones.